# Hyloxalus ramosi
Hyloxalus ramosi es una especie de anfibio anuro de la familia Dendrobatidae.

## Distribución geográfica
Esta especie es endémica del departamento de Antioquia en Colombia. Habita a una altura de 1240 m en la Cordillera Central.

## Descripción
El holotipo femenino mide 20.0 mm y el paratipo masculino 18.5 mm.

## Etimología
Esta especie lleva el nombre en honor a Jorge Eduardo Ramos Pérez.

## Publicación original
- Silverstone, 1971 : Status of certain frogs of the genus Colostethus, with descriptions of new species. Natural History Museum of Los Angeles County, Science Bulletin, n.º 215, p. 1-8[5]